# Evermannia panamensis
Evermannia panamensis är en fiskart som beskrevs av Gilbert och Starks, 1904. Evermannia panamensis ingår i släktet Evermannia och familjen smörbultsfiskar. IUCN kategoriserar arten globalt som otillräckligt studerad. Inga underarter finns listade i Catalogue of Life.